# Cimetière communal monumental de Campo Verano
Pour les articles homonymes, voir cimetière monumental.
Le cimetière communal monumental de Campo Verano, désigné familièrement comme le Verano  (en italien : Cimitero comunale monumentale Campo Verano), est le cimetière communal et monumental de la ville de Rome, situé dans le quartier Tiburtino, à proximité de la zone San Lorenzo et de la Basilique Saint-Laurent-hors-les-Murs. Le nom Verano provient de l'antique champ des Verani, gens senatoria aux temps de la République romaine.

## Historique

### Origines
La zone située le long de la voie consulaire Tiburtina est un lieu de sépulture très ancien ; en effet dans le cimetière se trouvent les Catacombes de Sainte-Cyriaque, où saint Laurent est enseveli. Sur sa tombe ont été érigés une basilique et un couvent.
Le cimetière moderne a été construit entre 1807 et 1812, à la suite de l'édit de Saint-Cloud de 1804, qui imposait les sépultures hors les murs de la ville, d'après le projet de Giuseppe Valadier.

### Développement
Après la période napoléonienne, Rome est de nouveau sous l'autorité papale, les travaux se sont poursuivis sous le pontificat de Grégoire XVI et de Pie IX quand, sous la direction de Virginio Vespignani, le projet atteint sa forme définitive par l'acquisition de nouveaux terrains.
L'édification du cimetière continue après que Rome soit proclamée capitale de l'Italie (1er juillet 1871) et le cimetière a continué de s'étendre à la suite de diverses expropriations jusqu'aux années 1960, quand entra en fonction l'autre grand cimetière romain : le Cimetière Flaminio.
L'entrée du cimetière se caractérise par trois arches comportant quatre grandes statues qui représentent  la Méditation, l Esperance, la Charité et le Silence : de gauche à droite : la première et troisième statue œuvres de Francesco Fabi-Altini ; la seconde de Stefano Galletti ; la quatrième de Giuseppe Blasetti, précédées par un ample portique œuvre de Vespignani, complété en 1880.
Au cours de la Seconde Guerre mondiale, le 19 juillet 1943, lors du premier grand bombardement de Rome, le cimetière a été touché avec des dommages importants au portique, Pincetto, carré militaire, dépôt funéraire. L'écroulement du mur à la droite de l'entrée causa la mort de quelques personnes. D'autres victimes se trouvent parmi les fleuristes et marbriers du piazzale del Verano. Certaines tombes comme celle de Petrolini et de la famille Pacelli furent détruites.

### Importance historique et culturelle
Le Cimetière du Verano conserve un riche patrimoine d'œuvres d'art et constitue une espèce de musée à l'air libre de l'histoire et de la culture de la moitié de l'Ottocento et du Novecento. Il peut être visité en participant aux visites thématiques organisées par la commune de Rome.

## Images

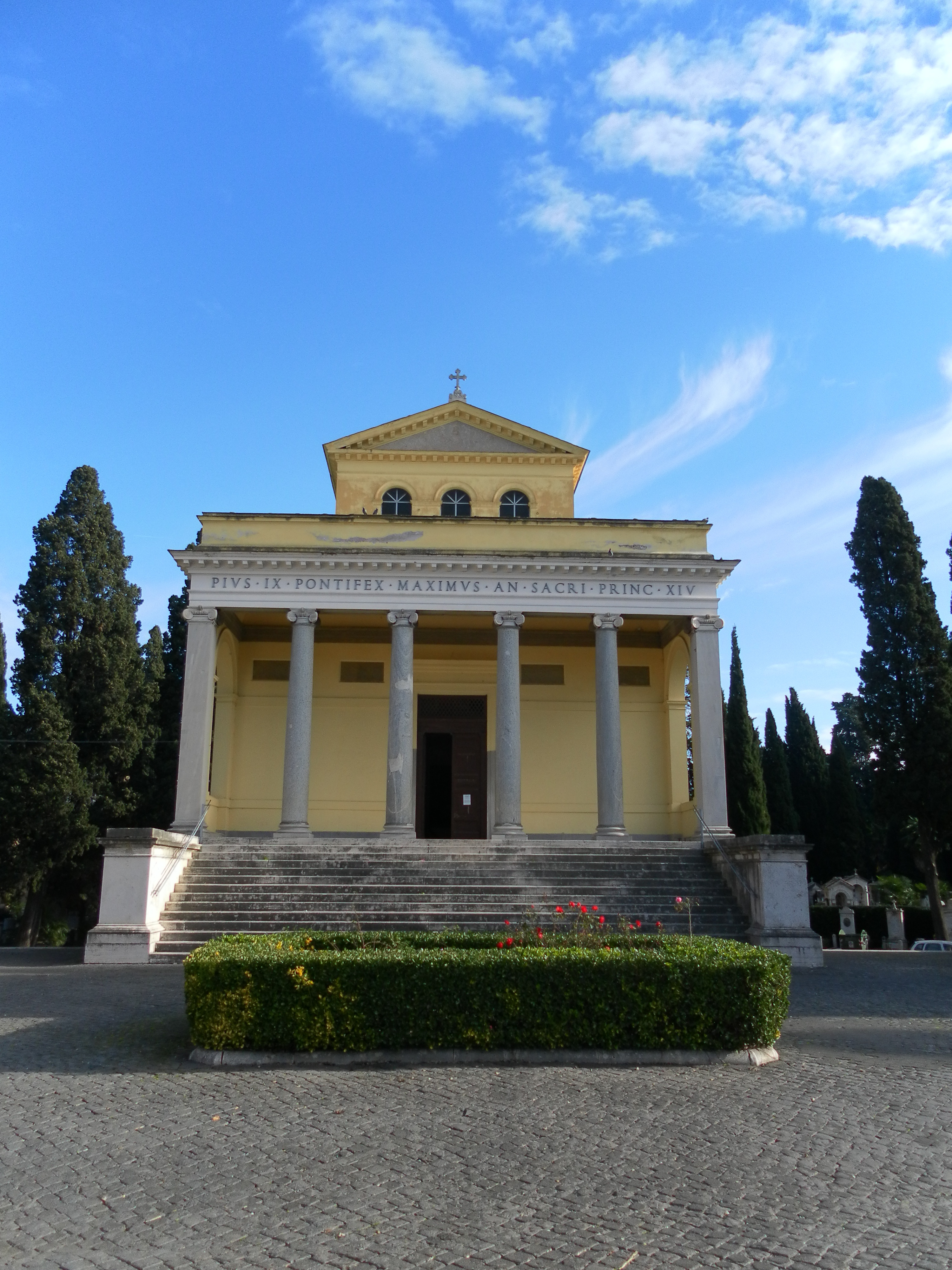
Chapelle Sante-Marie de la Miséricorde, gérée par l'"Union Pieuse du Sacré-Cœur de Jésus Agonisant" ("Pia Unione del Sacro Cuore di Gesù Agonizzante") sur la place principale du cimetière.
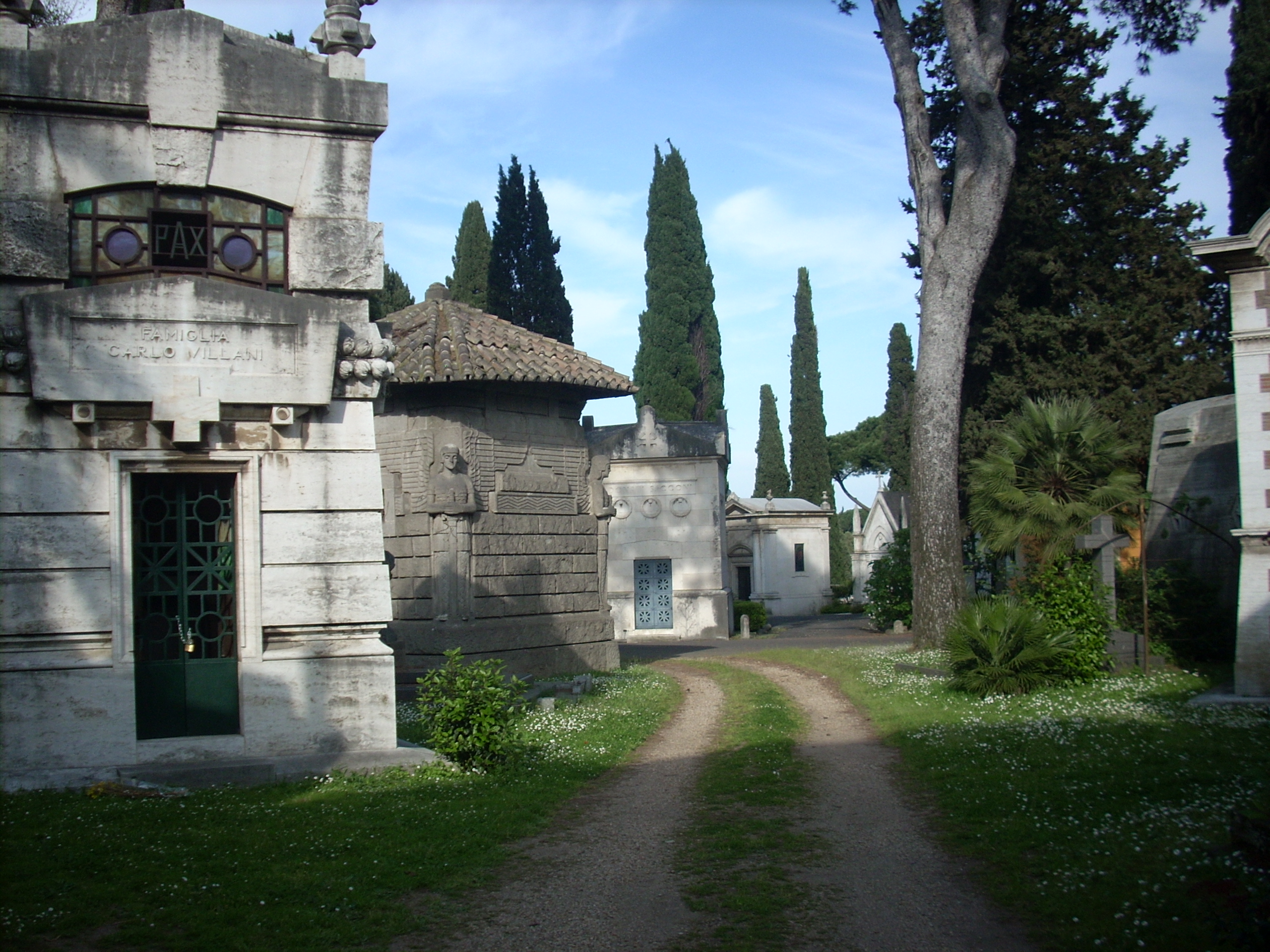
Aperçu de l'ancien Pincetto dans le cimetière.
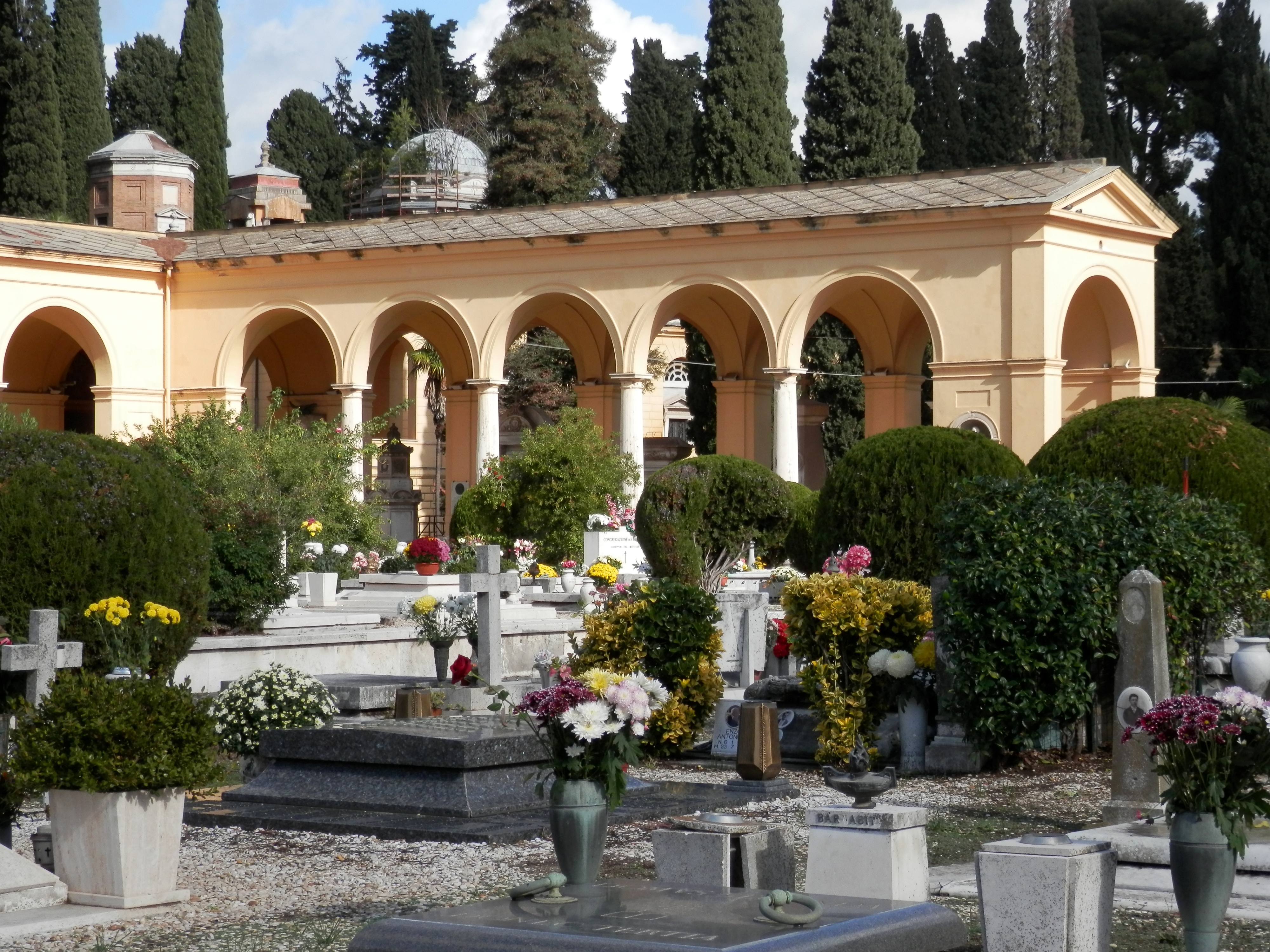
Le cimetière municipal Campo Verano à Rome, dans le quartier Tiburtino.
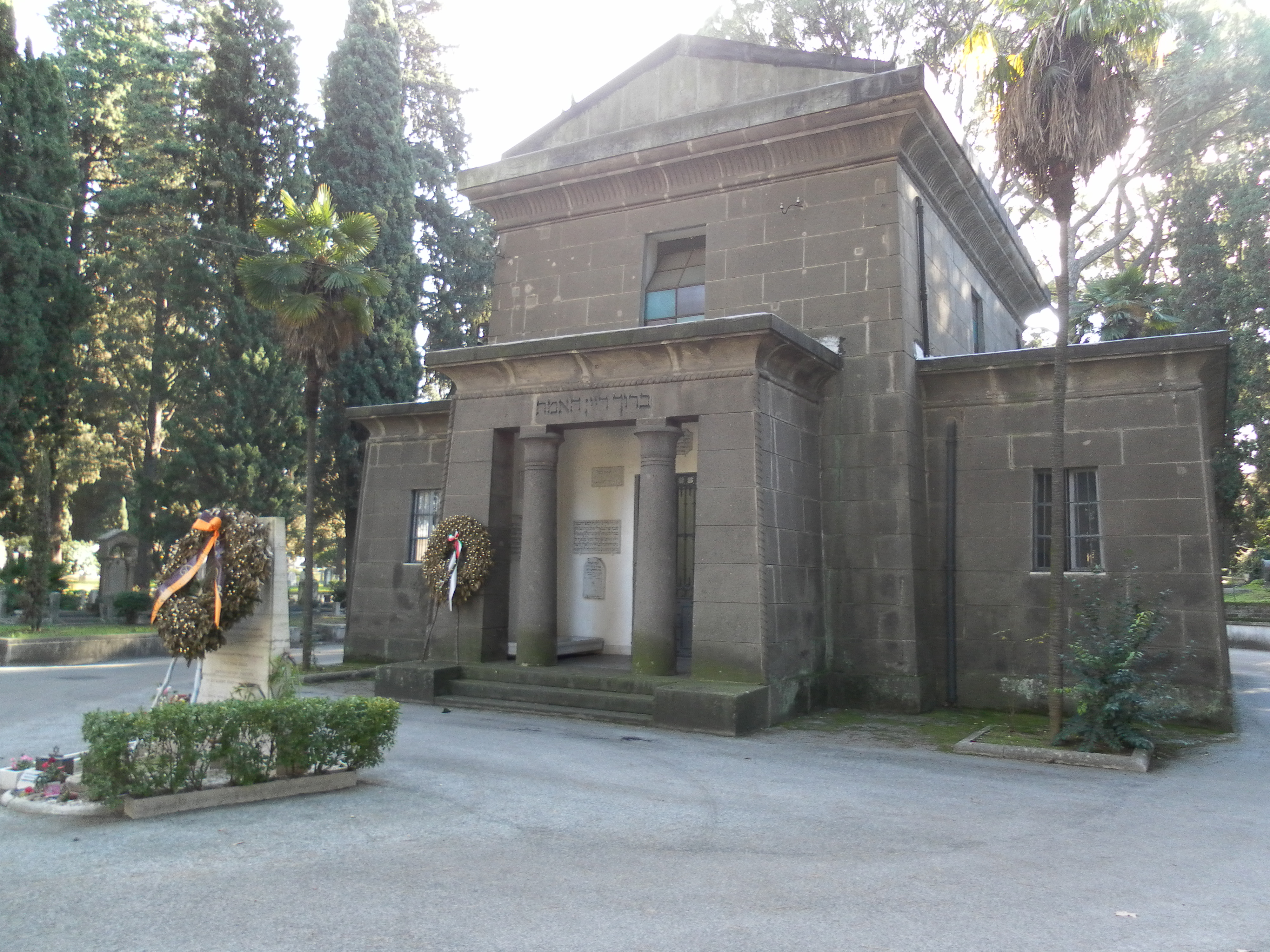
Le temple juif sur le fronton duquel est gravé ברוך דיין האמת, c'est-à-dire "Béni soit le Juge de vérité" (Mishna Berachot 9,2).
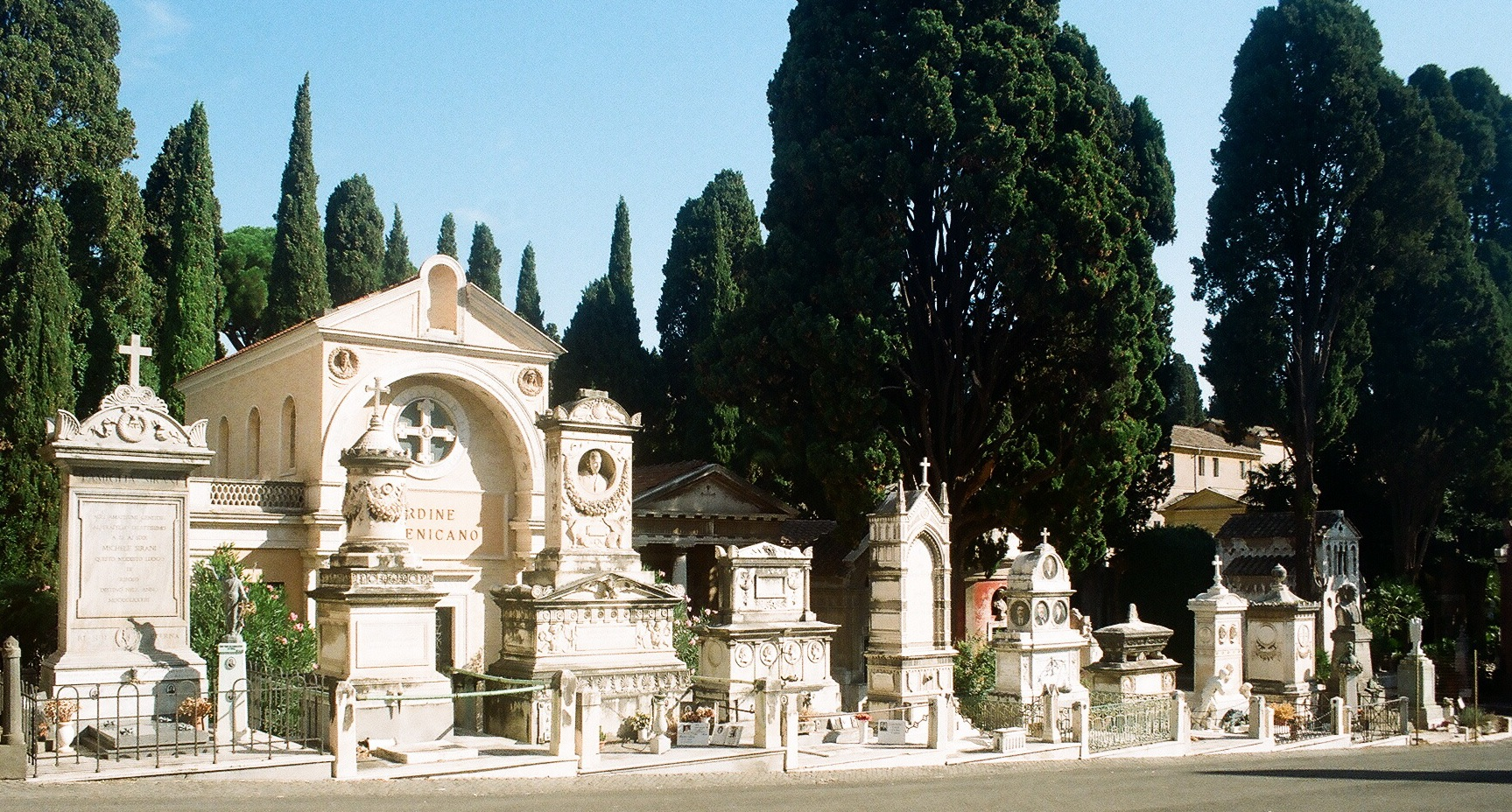
Le cimetière municipal Campo Verano à Rome, dans le quartier Tiburtino.
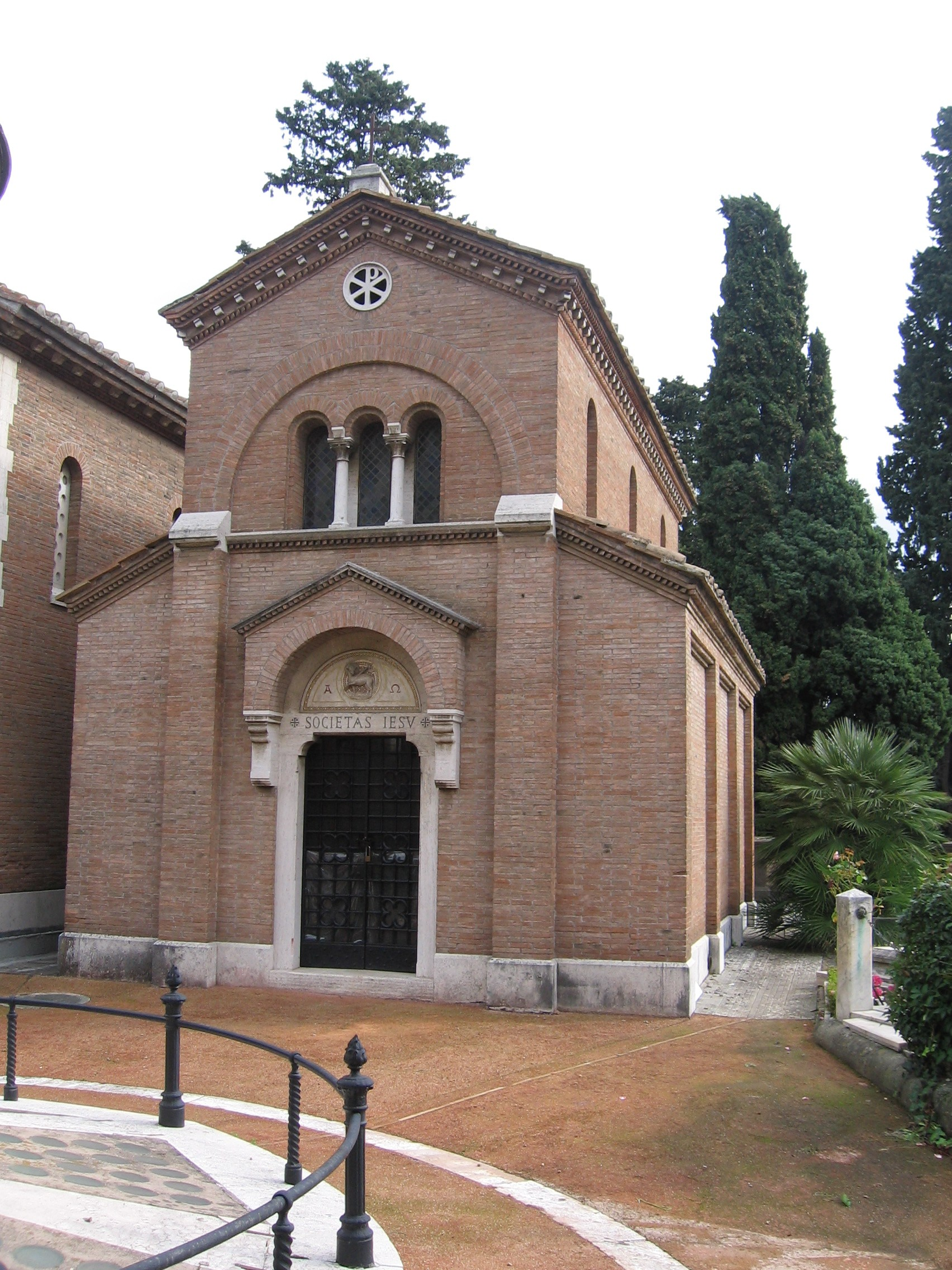
Lieu de  sépulture de tous les jésuites (y compris les cardinaux) mourant à Rome.

## Artistes dont les œuvres sont présentes au cimetière
- Mirko Basaldella (1910 - 1969), sculpteur
- Gianmaria Benzoni (1809 - 1873), sculpteur
- Roberto Bompiani (1821 - 1908), sculpteur
- Duilio Cambellotti (1876 – 1960), arts graphiques
- Ernesto Gazzeri (1866 - 1965), sculpteur
- Francesco La Grassa (1876 - 1952), architecte
- Giovanni Battista Lombardi (1822 - 1880), sculpteur
- Carlo Panati (1850 - 1935), sculpteur
- Filippo Severati (1819 - 1892), peintre et décorateur
- Cesare Tuccimei (1849 - 1918), ingénieur
- Virginio Vespignani (1808 - 1882), architecte
- Raffaele De Vico (1881 - 1969), architecte

## Sources
- (it) Cet article est partiellement ou en totalité issu de l’article de Wikipédia en italien intitulé « Cimitero del Verano » (voir la liste des auteurs).